# Dorota Bielska
Dorota Bielska (ur. 4 września 1961 we Wrocławiu) – polska hokeistka na trawie, olimpijka.
Córka Czesława i Ireny z Kostrzębskich, ukończyła IX Liceum Ogólnokształcące im. Juliusza Słowackiego we Wrocławiu; później studiowała na uczelniach wrocławskich – Akademii Wychowania Fizycznego i Uniwersytecie (socjologię). Hokej na trawie uprawiała początkowo w Sparcie Wrocław, a po przejściu całej sekcji do nowego klubu - w Polarze Wrocław (1975-1992). Z tym klubem są związane jej sukcesy - siedem tytułów mistrza Polski na otwartym boisku (1979, 1980, 1981, 1982, 1987, 1988, 1989) i pięć tytułów mistrza Polski w hali (1978. 1979, 1981, 1982, 1983). Występowała na pozycji atakującej skrzydłowej.
W latach 1980–1982 wystąpiła 14-krotnie w reprezentacji narodowej (strzelając 2 bramki), m.in. na igrzyskach olimpijskich w Moskwie w 1980. Zagrała w meczu otwarcia turnieju olimpijskiego, będącym zarazem debiutem tej dyscypliny na igrzyskach; ostatecznie Polska zajęła w turnieju ostatnie, 6. miejsce. Po zakończeniu kariery sportowej działa w środowisku polskich olimpijczyków. Otrzymała m.in. Medal za Wybitne Osiągnięcia Sportowe.